# Хесс, Макс (легкоатлет)
Макс Хесс (нем. Max Heß, род. 13 июля 1996 года в Хемнице, Саксония, Германия) — немецкий легкоатлет, выступающий в тройном прыжке, чемпион Европы 2016 года, серебряный призёр чемпионата мира в помещении 2016 года, участник Олимпиады 2016. Двукратный чемпион Германии (2016, 2017). Трёхкратный чемпион Германии в помещении (2016, 2017, 2019). Обладатель национального рекорда в тройном прыжке в помещении — 17,52 м (2017).

## Биография и карьера
Дебютировал на международной арене в 2013 году на чемпионате мира среди юношей в Донецке, где занял 8 место. В 2016 году стал двукратным чемпионом Германии, серебряным призёром чемпионата мира в помещении, чемпионом Европы, но затем на своей дебютной Олимпиаде выступил неудачно, не попав в финал и заняв лишь 15 место.

## Основные результаты
| Год  | Соревнование                    | Место проведения          | Место  | Дисциплина     | Результат |
| ---- | ------------------------------- | ------------------------- | ------ | -------------- | --------- |
| 2013 | Чемпионат мира среди юношей     | Донецк, Украина           | 8      | тройной прыжок | 15,52 м   |
| 2014 | Чемпионат мира среди юниоров    | Юджин, США                | 2      | тройной прыжок | 16,55 м   |
| 2015 | Чемпионат Европы в помещении    | Прага, Чехия              | 11 (q) | прыжок в длину | 7,71 м    |
| 2016 | Чемпионат мира в помещении      | Портленд, США             | 2      | тройной прыжок | 17,14 м   |
| 2016 | Чемпионат Европы                | Амстердам, Нидерланды     | 1      | тройной прыжок | 17,20 м   |
| 2016 | Летние Олимпийские игры         | Рио-де-Жанейро, Бразилия  | 15 (q) | тройной прыжок | 16,56 м   |
| 2017 | Чемпионат Европы в помещении    | Белград, Сербия           | 3      | тройной прыжок | 17,12 м   |
| 2017 | Командный чемпионат Европы      | Лилль, Франция            | 1      | тройной прыжок | 17,02 м   |
| 2017 | Чемпионат Европы среди молодёжи | Быдгощ, Польша            | 3      | тройной прыжок | 16,68 м   |
| 2017 | Чемпионат мира                  | Лондон, Великобритания    | —      | тройной прыжок | DNS       |
| 2018 | Чемпионат мира в помещении      | Бирмингем, Великобритания | 11     | тройной прыжок | 16,47 м   |
| 2018 | Чемпионат Европы                | Берлин, Германия          | 15 (q) | тройной прыжок | 16,32 м   |
| 2019 | Чемпионат Европы в помещении    | Глазго, Великобритания    | 3      | тройной прыжок | 17,10 м   |